# لحم ضأن بالقلقاس
لحم ضأن بالقلقاس أو القلقاس بلحم الضأن (بالتركية: Kolokas yemeği)‏ يؤكل هذا الطبق في قبرص. المكونات هي القلقاس وقطع لحم الضأن والبصل وعصير الليمون والدقيق والزبدة والملح.